# 金東聖
金 東聖（キム・ドンソン、1980年2月9日 - ）は、韓国出身の元ショートトラックスピードスケート選手。全羅南道谷城郡出身。

## 経歴
1997年に世界ジュニア選手権で5冠を獲得、翌1998年は長野オリンピックに韓国代表として初出場し、男子1000mで金メダルを獲得した。その後、行われた男子5000mリレーも韓国チームの一員として銀メダルを獲得している。オリンピック以降もW杯やアジア大会で次々と優勝し、韓国のショートトラック界のエースとして活躍した。次いで2002年ソルトレークシティオリンピックにも出場したが、二連覇を懸けて挑んだ男子1000mは準決勝で転倒となり、メダルを獲得することができなかった。男子1500mは決勝まで進出したが決勝で失格となり、この大会は一つもメダルを獲得する事ができずに終わった。オリンピック後の世界選手権では4種目完全優勝を果たし、これまでの実力を発揮した。だが、その後は怪我もあり2004年に25歳で現役を引退した。引退後は芸能界で活動し、2006年トリノオリンピックでは解説者としてオリンピック中継に参加した。

### ソルトレイクシティオリンピックでの失格
ソルトレイクシティオリンピックの男子1500m決勝で金は、アメリカのアポロ・アントン・オーノとの争いに勝利し1着でゴールしたかに見えた。ゴール後、金は韓国の国旗を手に喜びを表現していた。が、このレースは審議となり、審議の結果は金がオーノの進路を妨害したとして結果は金の失格となった。この結果が表示され、金は韓国の国旗を氷上に投げつけた（この行為は、判定の是非とは別の次元で高齢者を中心に韓国社会からも強い批判を受け、金は謝罪している。）。当然ながら韓国チームは猛抗議したが、判定が覆ることは無かった。この件では、男子1000mでの寺尾悟のレースでの誤審もあってか、次のトリノオリンピックからはビデオ判定が導入された。同年に行われた2002 FIFAワールドカップの韓国対アメリカ戦では、サッカー韓国代表の安貞桓が同点ゴールを挙げた後、この金とオーノのシーンを再現してアピールするという一幕があった。

### 暴行によりアメリカ国内のコーチ資格剥奪
2012年5月、アメリカスピードスケート連盟仲裁委員会は、指導している幼い選手たちへの体罰などの疑いで金のアメリカ国内のコーチ資格を剥奪した。

### 不倫と韓国の世論の変化
2016年末に崔順実の姪と不倫していたことが2016年末に明らかになり、一転韓国世論で強烈なバッシングを受けて離婚の危機に陥った。

## 脚註
1. ↑  “전남 곡성 김동성 고향 표정, 김동성 격려 확산[김종경]” (朝鮮語). MBC NEWS (2002年2月22日). 2022年11月13日閲覧。
2. ↑  中央日報　＜ショートトラック＞“韓国の英雄”金東聖、米国でコーチ資格剥奪　2012年05月18日16時39分
3. ↑  https://web.archive.org/web/20180217202920/https://headlines.yahoo.co.jp/article?a=20180217-00000006-pseven-spo